# Veredelungsverkehr
Der Veredelungsverkehr ist ein zollrechtliches Verfahren, bei dem Vor- oder Rohprodukte aus einem Wirtschaftsraum exportiert werden, um im ausländischen Wirtschaftsraum durch Lohnveredelung weiter-/endbearbeitet zu werden, und anschließend wieder in den ursprünglichen Wirtschaftsraum reimportiert werden.

## Allgemeines
Im Regelfall geht der Rohstoff in der Bearbeitung unter, und es entsteht in der Veredelung ein neues Produkt (Beispiel: Gewebe wird durch Färben bearbeitet). Dabei stellt sich die Frage, ob das neue Produkt bei der Wiedereinfuhr aus dem Ausland zollpflichtig ist oder nicht. Dabei gibt es Regeln für die Erhebung der Importabgaben, so dass der Wert der eigenen – versendeten – Ware bei der Wiedereinfuhr nicht oder nicht in voller Höhe erneut mit Zollzahlungen belastet wird.

## Arten
Im Außenhandel unterscheidet man:
- Aktive Lohnveredelung (englisch inward processing) sind im Ausland hergestellte Halbfabrikate, die im Inland nach ihrem Import weiterverarbeitet werden.[2] Nach ihrer Weiterverarbeitung erfolgt ein Reexport als Fertigfabrikat.
- Passive Lohnveredelung (englisch outward processing) sind im Inland hergestellte Halbfabrikate, die exportiert werden und nach der dortigen Weiterverarbeitung zu einem Reimport als Fertigfabrikate ins Inland führen.[3]

Beide Arten werden in der Handelsbilanz mit dem auf das Inland entfallenden Produktionswert erfasst.
Man spricht von „passiver Veredelung“ bei zu versendender Ware, wenn diese (oder Teile davon) im Ausland veredelt wird, und von „aktiver Veredelung“ bei zu empfangender Ware, wenn die Be- oder Verarbeitung resp. Reparatur im heimischen Wirtschaftsraum geschieht.

### Aktive Veredelung
Die Inanspruchnahme der aktiven Veredelung, also der Einfuhr in das Gebiet, wo die Vorprodukte veredelt werden, setzt eine vorherige Bewilligung durch die zuständige Zollstelle voraus. Hierzu muss der Verarbeiter bestimmte Voraussetzungen erfüllen. Eine Genehmigung kann nur erteilt werden, wenn die zu verarbeitenden Produkte für den Veredelungsverkehr zugelassen sind. Die Lizenzen unterliegen einer Begrenzung der einzuführenden Produkte.
Die Ware kann zu folgenden Zwecken veredelt werden:
- Bearbeitung: Die Waren bleiben individuell erhalten, d. h., die wesentlichen Merkmale bleiben bestehen. Dies ist z. B. beim Färben von Stoffen und dem Beizen von Möbeln der Fall.
- Verarbeitung: Die Waren bleiben substantiell erhalten und verlieren ihre Individualität. Dies ist der Fall, wenn z. B. Mehl eingeführt und mit anderen Stoffen zu Brot verarbeitet wird.
- Ausbesserung: Die Waren werden ausgebessert, repariert oder Teile ausgewechselt.
- Produktionshilfsmittel: Die Waren stellen Produktionshilfsmittel für die Veredlung von Waren dar, d. h., sie gehen mit ihrem wirtschaftlichen Wert in die Veredlungserzeugnisse ein, bleiben aber in ihrer Substanz erhalten (z. B. Gussformen)

Bei der aktiven Lohnveredelung wird entweder auf die Erhebung von Einfuhrabgaben verzichtet (Nichterhebungsverfahren) oder eine Zollrückvergütung durchgeführt.

### Passive Veredelung
Im Gegensatz zur aktiven Veredelung wird bei der passiven Variante eine Lieferung in ein Drittland vorgenommen, in dem eine Veredelung (durch Bearbeiten, Verarbeiten oder Ausbessern / Reparatur) stattfindet. Ein Beispiel wären Krabben, die mit Schale exportiert und im Ausland gepult werden, um anschließend reimportiert zu werden.
Dabei gibt es zwei unterschiedliche Verfahren zur Berechnung der Einfuhrabgaben:
- Differenzverzollung
- Mehrwertverzollung.

Die passive Lohnveredelung unterliegt der „vorübergehenden Ausfuhr“, wobei eine (verlängerbare) Wiedereinfuhrfrist behördlich festgelegt wird.